# Amarna-Brief EA 285

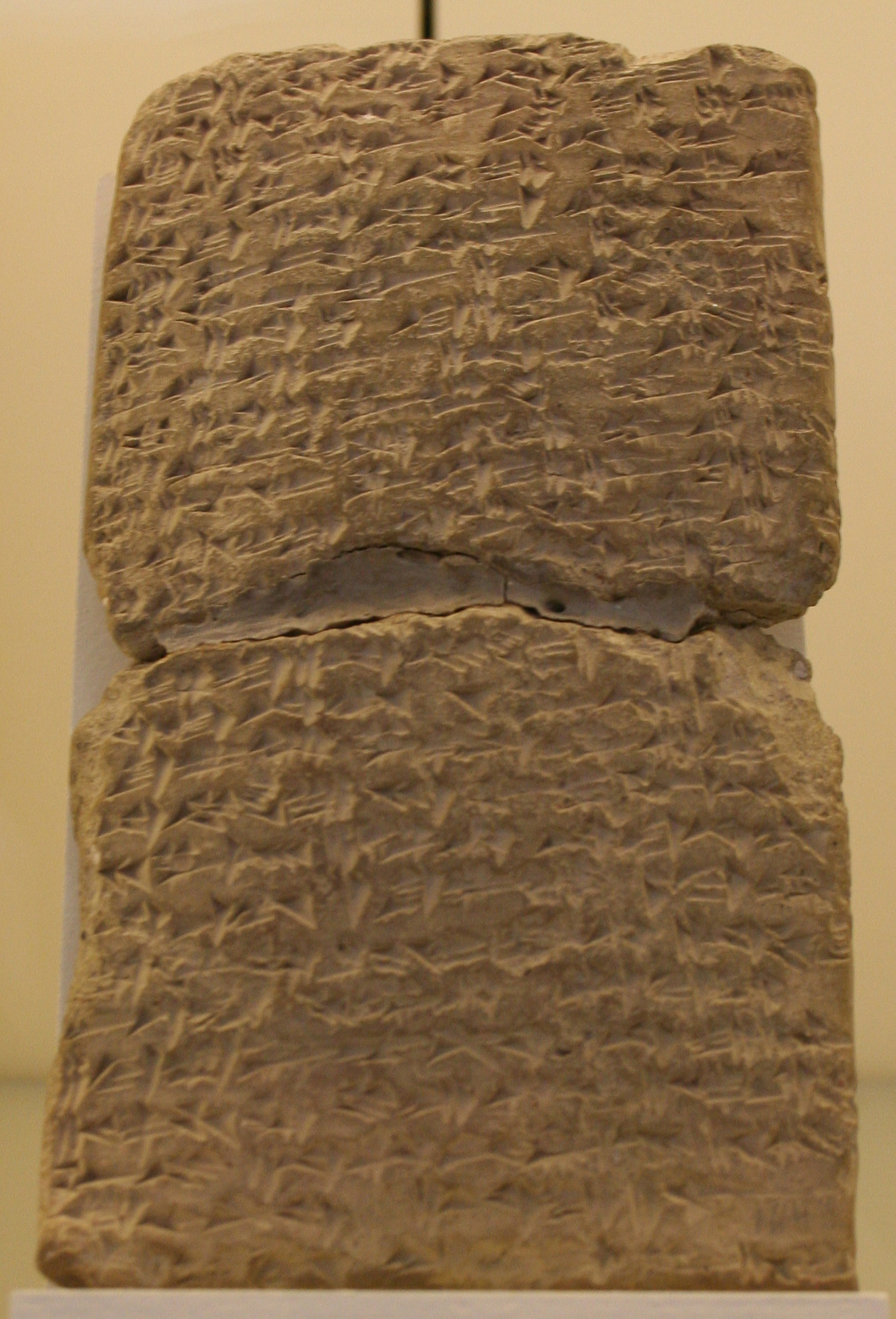
Amarna-Brief EA 288, von Abdi-Hepaṭ dem König von Jerusalem.

Amarna-Brief EA 285 ist ein Brief des Abdi-Hepaṭ, König von Jerusalem, an den Pharao. Er ist in akkadischer Keilschrift auf einer Tontafel geschrieben und gehört zu den Amarna-Briefen aus dem Palastarchiv des Pharao Echnaton. Dieses befand sich in dessen neu gegründeter Hauptstadt Achet-Aton („Horizont des Aton“), dem heutigen Tell el-Amarna. Heute befindet sich die Tafel im Vorderasiatischen Museum in Berlin, Inventarnummer VAT 1601.

## Akkadischer Text
Vorderseite:

1. [a-na šarri(LUGAL)]r[i bêli(EN)-ia qí-bi-ma]

2. [um-ma ma]bdi(ÁRAD)-ḫ[i-ba ardu(ÁRAD)-ka-ma]

3. [a-na] 2(m) šêpē(GÌRImeš)[ šarri(LUGAL)ri bêli(EN)-ia]

4. 7(m)-ta-a-an ù 7(m)-t[a-a-an am-qut-mi]

5. a-mur a-na-ku la-a lú[ḫa-zi-a-nu]

6. lúú-i-ú a-na-ku a-n[a šarri(LUGAL)ri bêli(EN)-ia]

7. am-mi-nim mâr(DUMU) lúšipri(KIN) k[i-ma ar-ḫi-ì]š

8. la-a ú-ma-še-ra š[a]rr[u(LUGAL)ru bêli(EN)-ia]

9. [k]i-na-a[n-n]a ú-ma-š[e-ra]

10. [me-en-ḫa-]mu e-m[u-qí? ù]

11. [la-a it?-t]i-ṣi bît(É) [ša a-t]ar-šu

12. [ù i-na-a]n-na a-na-ku

13. [li-iš-me] šarru(LUGAL)ru

14. [a-na mabd]i(ÁRAD)-ḫi-ba ardi(ÁRAD)-šu

15. [a-nu-ma i]a-a-nu-mi

16. [ṣâbē(ÉRINmeš) ]pí-ṭa-tu

Rückseite:

17. [lu-ma-še-r]a šarru(LUGAL)ru bêli(EN)-ia

18. [lúrabiṣ]a(MAŠKIM) ù li-il-qí

19. [lú.mešḫa-zi]-a-nu-ti it-ti-šu

20. [… m]âtāti(KURḫi.a) šarru(LUGAL)ru

21. […] ru-ma

22. […] ni ú amêlūti(LÚmeš)

23. [ma-ṣar-tu] ša i-ba-šu-ú

24. [a-na mad-da-i]a lúrabiṣ(MAŠKIM) šarri(LUGAL)[ri]

25. [a-]ra-šu bîta(É)-šu-nu

26. ù li-is-ki-in ša[r]r[u(LUGAL)ru]

27. [a]-na ša-šu-nu

28. ù lu-ma-še-ra mâr(DUMU) l[úšipri(KIN)]

29. [ḫ]a-mu-tam e-nu-[ma]

30. [a-m]u-t[u] m[i-na]

31. […]

## Übersetzung
Vorderseite:

1. [Zu dem König], [meinem Herrn, hat gesprochen]

2. [also A]bdiḫ[iba, dein Diener:]

3. [Zu] den Füßen [des Königs, meines Herrn,]

4. [fiel ich] 7mal und 7m[al nieder.]

5. Siehe, ich bin nicht ein [Regent];

6. ein Offizier bin ich de[m König, meinem Herrn.]

7. Warum hat einen Boten r[echt schnel]l

8. nicht gesandt der K[ö]ni[g, mein Herr]?

9. [Unter] solchen Um[st]ä[n]den hat ges[andt]

10. [Eenḫa]mu […]

11. […]

12. […] ich.

13. [Es höre] der König

14. [auf Abd]iḫiba, seinen Diener!

15. [Siehe, nic]ht sind vorhanden

16. Feld[truppen].

Rückseite:

17. [Es send]e der König, mein Herr,

18. [einen Vorstehe]r, und er nehme

19. [die Reg]enten mit sich!

20. [… L]änder der König

21. […]

22. […] und Leute […]

23. […], die sind […],

24. [und Addaj]a, der Vorsteher des Königs,

25. [hat] ihr Haus […]

26. S[o] sorge der Kö[n]i[g]

27. [f]ür sie,

28. [u]nd er sende einen Bo[ten]

29. [e]ilends! Wen[n]

30. [ich] s[t]er[b]e […]

31. […]